# Ptecticus longipennis
Ptecticus longipennis är en tvåvingeart som beskrevs av Christian Rudolph Wilhelm Wiedemann 1824. Ptecticus longipennis ingår i släktet Ptecticus och familjen vapenflugor. Inga underarter finns listade i Catalogue of Life.